# Marek Bartoš
Marek Bartoš (ur. 13 października 1996) – słowacki piłkarz występujący na pozycji obrońcy w Motorze Lublin. 

## Kariera piłkarska
Bartoš piłkarską karierę rozpoczął w MŠK Púchov, a następnie grał w OFK Dunajská Lužná i FK Pohronie, skąd w 2018 trafił do FK Železiarne Podbrezová, występującego wówczas w słowackiej ekstraklasie. Rok później
zespół z Podbrezovej spadł do 2. ligi, a awans z Bartošem w składzie uzyskał po trzech latach występów na tym poziomie rozgrywek w sezonie 2021/2022. Jako beniaminek FK Železiarne zajął miejsce premiowane barażami o udział w Lidze Konferencji, a Bartoš w sezonie 2022/2023 został wybrany do jedenastki sezonu Fortuna liga. W marcu 2024 po raz pierwszy w karierze otrzymał powołanie do reprezentacji Słowacji. W barwach FK Železiarne Podbrezová na najwyższym poziomie rozgrywkowym rozegrał 86 meczów i zdobył 8 bramek.
28 czerwca 2024 podpisał dwuletni kontrakt z opcją przedłużenia o rok z Motorem Lublin. Debiut w polskiej ekstraklasie zaliczył 21 lipca 2024 w meczu z Rakowem Częstochowa, wchodząc z ławki rezerwowych w 43. minucie za kontuzjowanego Kamila Kruka. Swoją pierwszą bramkę dla Motoru zdobył 28 września 2024 w wygranym 2:1 meczu ze Śląskiem Wrocław strzałem z rzutu wolnego z odległości 25 metrów w ósmej minucie doliczonego czasu gry.